# Byleipter
Býleistr (Byleist, Byleipter) é um personagem da mitologia nórdica. É irmão de Loki e de Helblindi.
Embora não haja muita informação sobre Býleistr, alguns autoram consideram que é filho de Farbanti e Laufey..